# La spada di Merlino
La spada di Merlino (Arthur the King) è un film TV di avventura del 1985 diretto da Clive Donner.

## Trama
Altre avventure di re Artù, del mago Merlino e dei Cavalieri della Tavola rotonda con un prologo moderno.